# Catita es una dama
Catita es una dama es una película dirigida por Julio Saraceni, continuación de la serie creada por Manuel Romero después de su muerte y estrenada el 7 de junio de 1956. 

## Sinopsis
En esta ocasión el trío compuesto por Catita, Semillita y Augusto Codecá (que interpreta a un boxeador amateur), después de haberse incendiado el conventillo por negligencia de Catita, llevan a todos los inquilinos del conventillo a vivir provisoriamente a la casa de su patrón, un millonario. Esto da origen a numerosos enredos, e incluso invocan espíritus debido a la mala interpretación de la muerte de su patrón en un confuso accidente de avioneta. 

## Intérpretes
- Niní Marshall ... Catita
- Augusto Codecá ... Pancho
- Carlos Estrada... Enrique
- Semillita
- Rolando Dumas ... Yiyo
- Mirtha Naredo
- Esperanza Otero
- Berta Ortegosa ... Doña Amalia
- Lilian Valmar ... Rosalía
- María Esther Corán ... Doña Anunciata
- Odina Narietta
- Marta González
- Luis Corradi ... Don Fernando Verdeales
- Héctor Rivera
- Carlos Tomkinson
- Luis Calan
- Domingo Mania
- Carlos Barbetti